# Ronde van Milad du Nour
De Ronde van Milad du Nour (Tūr-e Milād-e Do Nūr) was een etappekoers die werd verreden rondom de hoofdstad Arak van de Iraanse provincie Markazi.
De eerste editie van deze wedstrijd werd verreden in 2005 en maakte deel uit van de UCI Asia Tour in de categorie 2.2.

## Podiumplaatsen
| Jaar | Winnaar                | Tweede             | Derde             |
| ---- | ---------------------- | ------------------ | ----------------- |
| 2005 | David McCann           | Omar Hasanein      | Siros Hashemzadeh |
| 2006 | Ghader Mizbani Iranagh | Siros Hashemzadeh  | Hossein Askari    |
| 2007 | Ghader Mizbani Iranagh | Ahad Kazemi Sarai  | Hossein Askari    |
| 2008 | Ahad Kazemi Sarai      | Hossein Alizadeh   | Siros Hashemzadeh |
| 2009 | Mahdi Sohrabi          | Abbas Saeidi Tanha | Ramin Mehrabani   |
| 2010 | Ramin Mehrabani        | Farshad Salehian   | Arvin Moazzemi    |
| 2011 | Ghader Mizbani Iranagh | Hossein Alizadeh   | Amir Zargari      |

### Meervoudige winnaars
| Overwinningen | Renner                 | Land | Jaren            |
| ------------- | ---------------------- | ---- | ---------------- |
| 3             | Ghader Mizbani Iranagh | Iran | 2006, 2007, 2011 |

### Overwinningen per land
| Overwinningen | Land    |
| ------------- | ------- |
| 6             | Iran    |
| 1             | Ierland |